# Dynamenella sheareri
Dynamenella sheareri är en kräftdjursart som först beskrevs av Hatch 1947.  Dynamenella sheareri ingår i släktet Dynamenella och familjen klotkräftor. Inga underarter finns listade i Catalogue of Life.